# Supercoppa italiana 2017 (hockey su pista)
La Supercoppa italiana 2017 è stata la 13ª edizione dell'omonima competizione italiana di hockey su pista. La manifestazione ha avuto luogo dal 30 settembre al 1º ottobre 2017.
Il trofeo è stato conquistato dal Forte dei Marmi per la seconda volta nella sua storia.

## Squadre partecipanti
| Club            | Qualificazione                                 | Partecipazioni precedenti (il grassetto indica la vittoria) |
| --------------- | ---------------------------------------------- | ----------------------------------------------------------- |
| Amatori Lodi    | Vincitore della Serie A1                       | 2008, 2012, 2016                                            |
| Forte dei Marmi | Vincitore della Coppa Italia                   | 2014, 2015, 2016                                            |
| CGC Viareggio   | Finalista dei play-off scudetto della Serie A1 | 2011, 2013                                                  |
| Bassano         | Finalista della Coppa Italia                   | 2005, 2007, 2009                                            |

## Risultati

### Semifinali
| Arbitri: | Barbarisi (Salerno) Carmazzi (Viareggio) |

|                                                                                |           |                                 |
| G. Cocco 10'34" L. Querido 12'53" F. Compagno 15'43" 40'32" A. Malagoli 30'41" | Marcatori | 13'56" M. Julià 23'32" D. Neves |

| Arbitri: | Galoppi (Follonica) Silecchia (Giovinazzo) |

|                                                                   |           |                                                                       |
| G. De Oro 18'39" 45'03" 52'43" E. Torner 26'19" D. Motaran 50'38" | Marcatori | 10'07" Xavi Costa 15'23 D. Gavioli 15'41" R. Ventura 54'18" A. Palagi |

### Finale
| Arbitri: | Galoppi (Follonica) Carmazzi (Viareggio) |

|                                                        |           |                                                                       |
| D. Illuzzi 24'25" L. Querido 24'39" A. Malagoli 36'29" | Marcatori | 10'47" E. Cinquini 17'51" G. Romero 31'35" F. Rossi 40'34" D. Motaran |

| Amatori Lodi |  |                      |
|              |  |                      |
| P            |  | Adrià Català         |
| E            |  | Giulio Cocco         |
| E            |  | Domenico Illuzzi (c) |
| E            |  | Andrea Malagoli      |
| E            |  | Luís Querido         |
| E            |  | Francesco Compagno   |
| E            |  | Mattia Gori          |
| E            |  | Gonçalo Pinto        |
| E            |  | Alessandro Verona    |
| P            |  | Mattia Verona        |
| Allenatore:  |  |                      |
| Nuno Resende |  |                      |

| Forte dei Marmi     |  |                   |
|                     |  |                   |
| E                   |  | Elia Cinquini     |
| E                   |  | Gastón De Oro     |
| P                   |  | Riccardo Gnata    |
| E                   |  | Davide Motaran    |
| E                   |  | Gonzalo Romero    |
| E                   |  | Giacomo Maremmani |
| E                   |  | Marco Pagnini     |
| E                   |  | Francesco Rossi   |
| P                   |  | Federico Stagi    |
| Allenatore:         |  |                   |
| Pierluigi Bresciani |  |                   |